# Gerhard Köpernik
Gerhard Köpernik (*  25. Februar 1944 in Jihlava) ist ein deutscher Jurist und Politologe. Von 2005 bis 2023 war er Präsident der Deutsch-Rumänischen Gesellschaft in Berlin.

## Leben und Wirken
Nach dem Studium der Rechtswissenschaft und Politikwissenschaft in Berlin, München und am Dartmouth College, New Hampshire, USA  erfolgte 1974 die Promotion zum Dr. jur. über „Die Ausweitung der Rechtsetzungsbefugnisse der Europäischen Gemeinschaften durch den Europäischen Gerichtshof“.
Nach Eintritt in das Bundesministerium für Wirtschaft im Jahr 1974 war Gerhard Köpernik in der Außenwirtschaftsabteilung des Ministeriums tätig. Von 1979 bis 1983 leitete er die Handelsförderungsstelle an der Botschaft der Bundesrepublik Deutschland in Bukarest. Nach seiner Rückkehr in das Bundeswirtschaftsministerium arbeitete er in der Industrieabteilung.  1991 übernahm er die Leitung des Referats „Unternehmen der Treuhandanstalt“, beschäftigte sich bis 2000 mit Problemen der ostdeutschen Wirtschaft und danach mit Fragen der Stahlindustrie.
2002 ging er für zwei Jahre als EU-Berater im Rahmen eines Twinning-Projekts für die Kontrolle staatlicher Beihilfen zum Wettbewerbsamt der Tschechischen Republik nach Brünn.  Von 2004 bis 2008 war er Leiter des Referats „Umweltschutzpolitik“ im Bundesministerium für Wirtschaft und Technologie und 2008–2009 EU-Berater bei der Regionalen Umweltagentur Bukarest.
Köpernik ist mit der Schriftstellerin und Malerin Herma Kennel verheiratet.

## Ehrenamtliche Tätigkeit
- 1989 bis 1994 Mitglied des Stadtrats Bad Neuenahr-Ahrweiler
- Von 2005 bis 2023 Präsident der Deutsch-Rumänischen Gesellschaft mit Sitz in Berlin[1]
- Vorstand des Deutsch-Rumänischen Forums in Berlin[2]

## Veröffentlichungen (Auswahl)
- „Die Ausweitung der Rechtsetzungsbefugnisse der Europäischen Gemeinschaften durch den Europäischen Gerichtshof“ (Dissertation, Ludwig Maximilians-Universität zu München, 1974, 225 Seiten)
- „Wie ein SS-Mann ein ganzes Dorf adoptierte“ in einestages – Zeitgeschichten auf Spiegel Online[3]
- „Rumänien den Deutschen näher bringen. 20 Jahre Deutsch-Rumänische Gesellschaft“ in Deutsch-Rumänische Hefte Jahrgang XV, Heft 1, Sommer 2012[4]
- „Was der NS-Propagandaminister Goebbels über Rumänien dachte. Ein Blick in Joseph Goebbels Tagebücher“ in Deutsch-Rumänische Hefte Jahrgang XIX, Heft 1, Sommer 2016[5]
- „Der SD-Chef von Bukarest wird CIA-Agent. Ein wendiger Baron: Otto Albrecht Alfred von Bolschwing“ in Deutsch-Rumänische Hefte Jahrgang XIX, Heft 2, Herbst 2016[6]
- „In den Fallstricken der Geschichte Malaxa, ein rumänischer Oligarch in bewegten Zeiten“ in Deutsch-Rumänische Hefte Jahrgang XX, Heft 2, Winter 2017[7]
- „Edit von Coler in Bukarest. Eine Dame von Welt aus Berlin ebnet für Nazideutschland den Weg nach Rumänien“ in Deutsch-Rumänische Hefte Jahrgang XXI, Heft 1, Sommer 2018[8]
- „20 Jahre Freiheit in Rumänien. Dr. Gerhard Köpernik im Interview mit Radu Filipescu“ in Deutsch-Rumänische Hefte Jahrgang XII, Heft 2, Winter 2009[9]
- „Faschisten im KZ. Rumäniens Eiserne Garde und das Dritte Reich“, Verlag: Frank & Timme, Reihe Forum: Rumänien, Band 20, Berlin 2014, ISBN 978-3-7329-0089-3
- „Hitlers rumänische Ehrenhäftlinge“ – Zweiter Weltkrieg auf Spiegel Online[10]
- „Judenhasser auf dem Bischofssitz“ – Karriere im Kalten Krieg auf Spiegel Online[11]
- „Segeln in braunen Gewässern: Sieben Karrieren in Hitlers Europa“, Verlag: Books on Demand, 2021, Ebook, ISBN 978-3-7557-5169-4
- „Leid Lust Liebe: Gedichte von Francois Volter“ (Pseudonym) Verlag: Books on Demand, 2021, Ebook, ISBN 978-3-7534-6340-7